# Avans Hogeschool

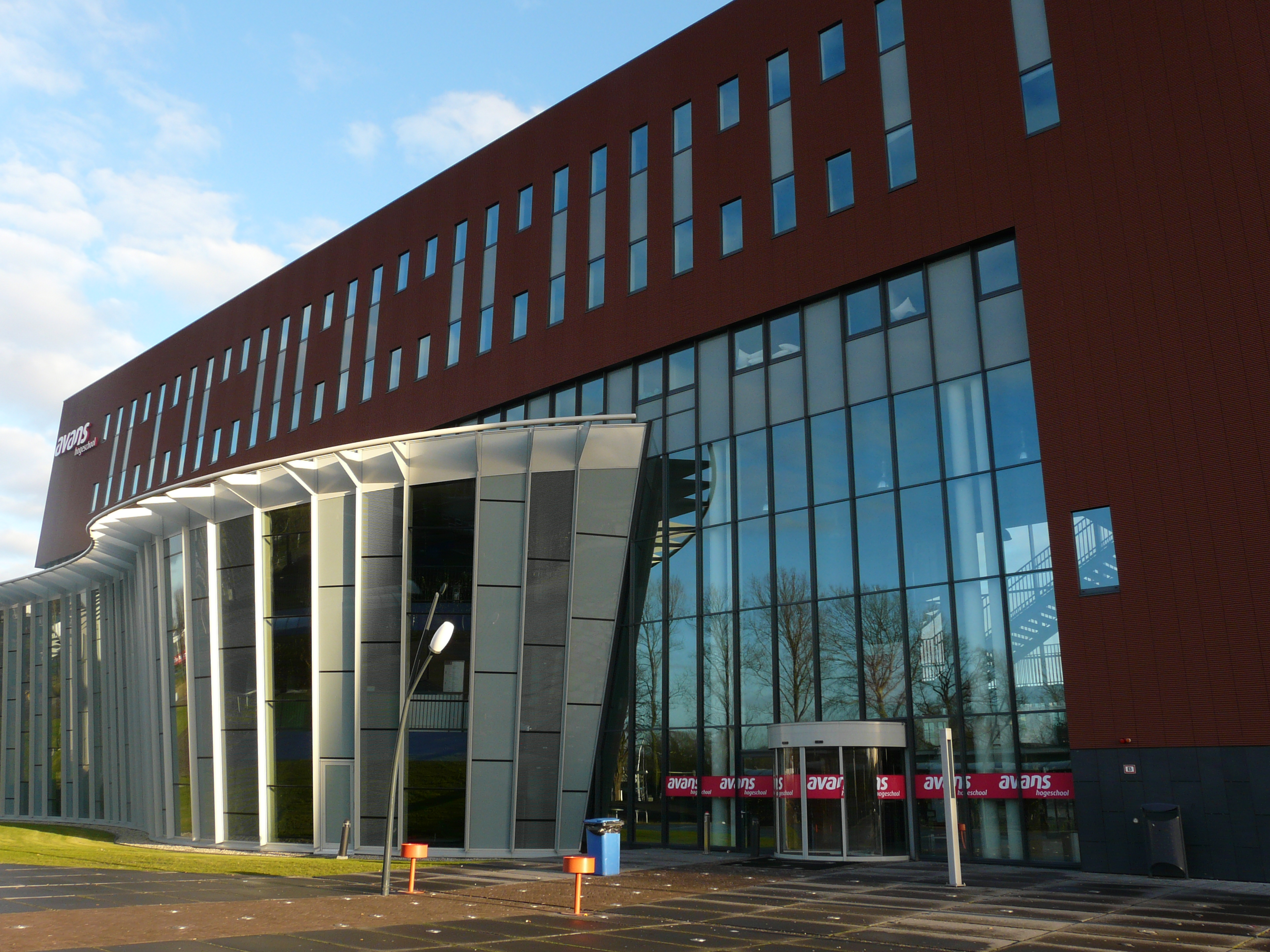
Avans Hogeschool in Breda

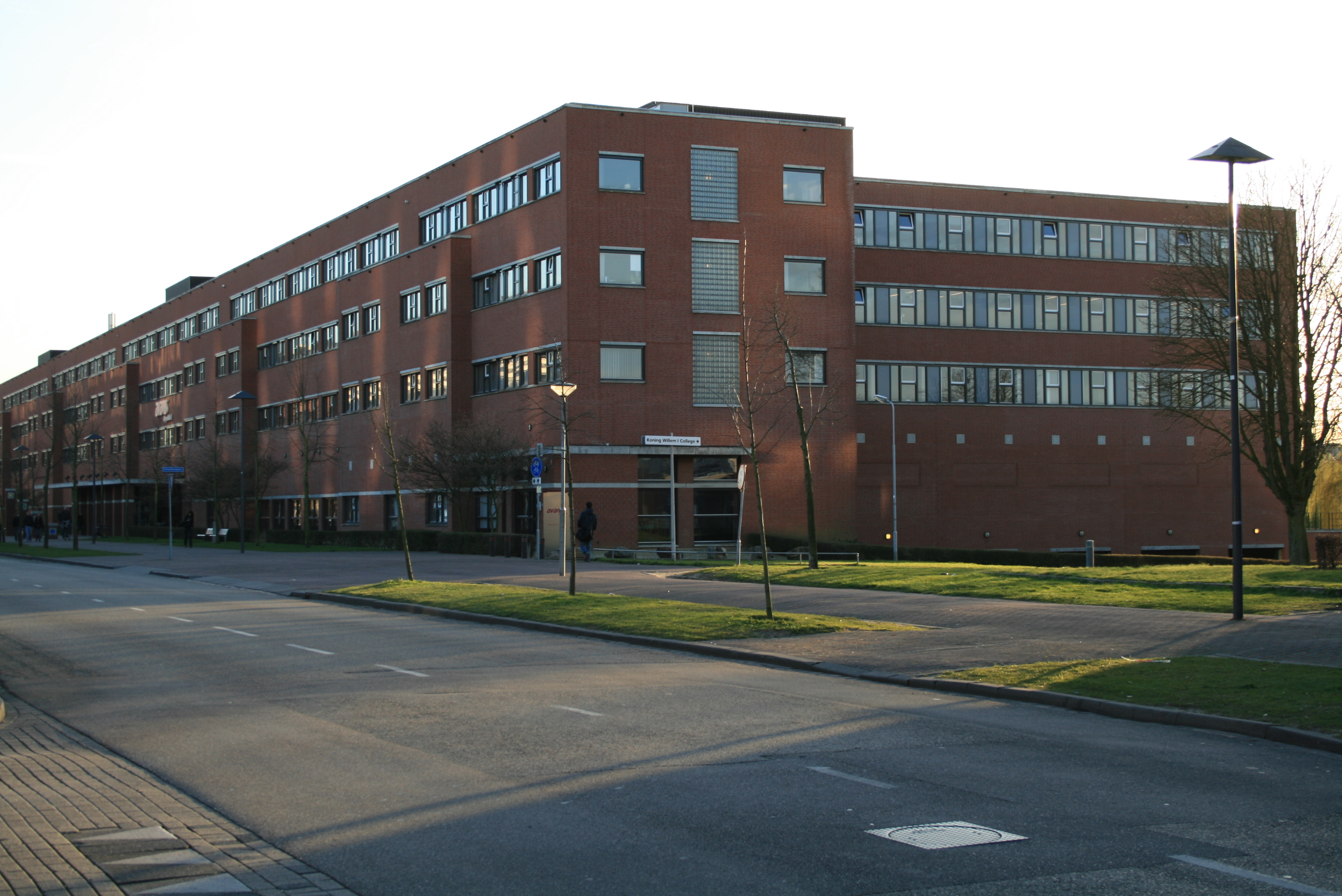
Avans Hogeschool in 's-Hertogenbosch

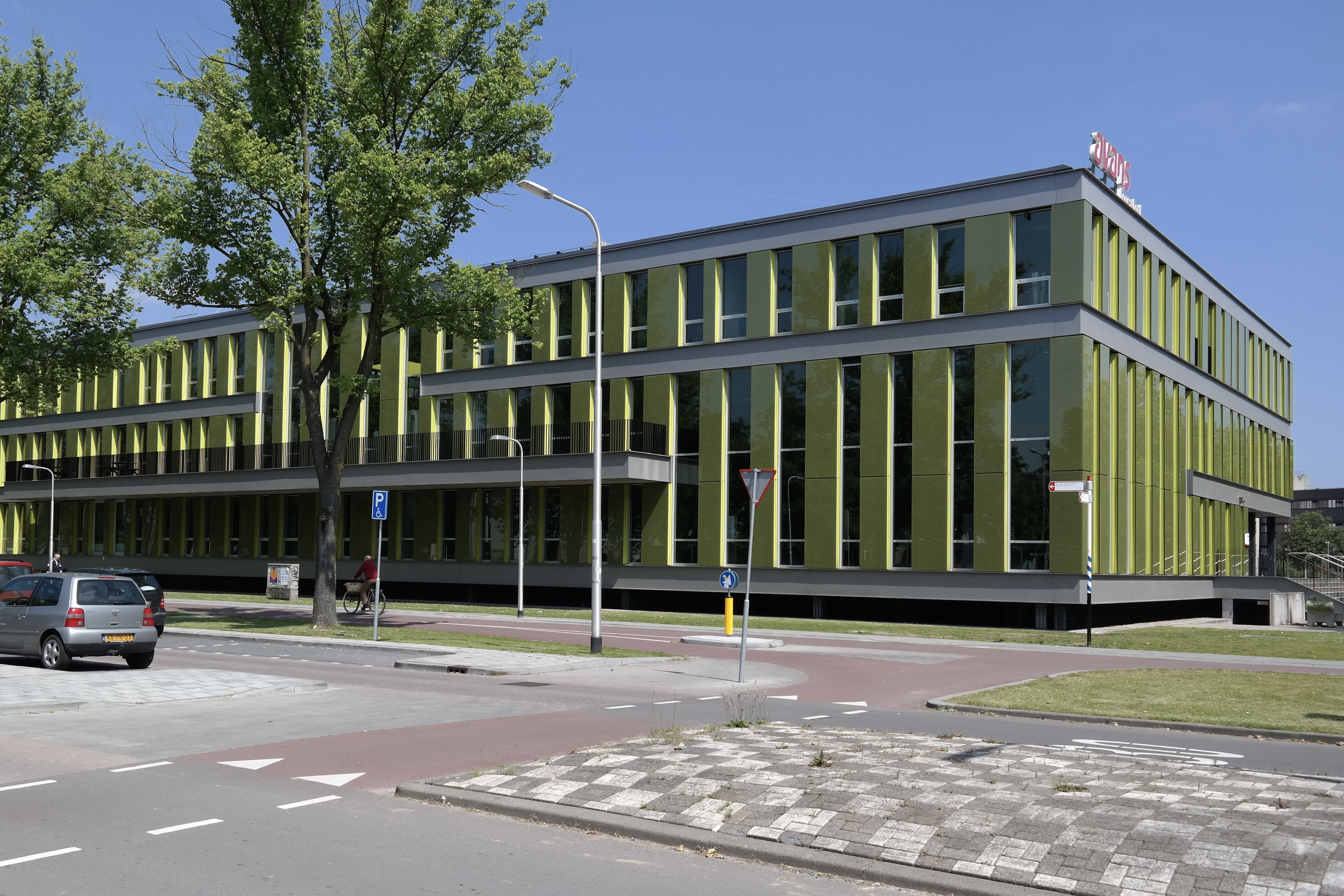
Avans Hogeschool in Tilburg

Avans Hogeschool is een kennisinstelling in de Nederlandse provincie Noord-Brabant. Avans Hogeschool verzorgt hbo-bachelors, associate degrees en masters. Ook voert zij praktijkgericht onderzoek uit. Er zijn vestigingen in Breda, Roosendaal, 's-Hertogenbosch en Tilburg.

## Geschiedenis
Avans Hogeschool komt voort uit een fusie tussen Hogeschool 's-Hertogenbosch en Hogeschool Brabant in 2004. De school heeft 35.083 studenten (december 2020).
De oudste tak van Avans is de Kunstacademie AKV St. Joost in 's-Hertogenbosch, die bestaat sinds 1 oktober 1812.
Op 4 december 2008 verrichtte de toenmalige prinses Máxima de officiële opening van de nieuwbouw van Avans aan de Hogeschoollaan in Breda.
In 2011, 2012, 2014 t/m 2021 werd Avans door de Keuzegids HBO uitgeroepen tot beste grote hogeschool van Nederland. In de periode 2003-'05 was de hogeschool betrokken bij de zogenaamde hbo-fraude.

## Studieverenigingen
- SV The Resistance - voor studenten Elektrotechniek en Technische Informatica van Avans 's-Hertogenbosch.
- SV Connect - voor studenten Business IT & Management van Avans Breda.
- Bifore (voorheen ABCND) - voor studenten Business Innovation (voormalig Advanced Business Creation) van Avans 's-Hertogenbosch.
- Annexis - voor studenten Bouwmanagement en Vastgoed van Avans Tilburg en 's-Hertogenbosch.
- SV Aequitas, voor studenten HBO-rechten van Avans Tilburg en 's-Hertogenbosch.
- Bold - voor studenten Communication & Multimedia Design van Avans Breda.
- SV Cesar - voor studenten Commerciële Economie en Small Business van Avans Breda.
- s.v. Collegium - voor studenten Bestuurskunde en Integrale Veiligheidskunde van Avans 's-Hertogenbosch.
- S.V. Argus - voor studenten Integrale Veiligheidskunde van Avans Breda.
- Comm.on - voor studenten Communicatie van Avans Breda.
- ConnEctus - voor studenten Commerciële Economie van Avans 's-Hertogenbosch.
- Creatieve Soep - voor studenten Communication & Multimedia Design van Avans 's-Hertogenbosch.
- S.V. Concat - voor studenten Informatica van Avans 's-Hertogenbosch.
- Het Koppel - voor studenten Werktuigbouwkunde van Avans 's-Hertogenbosch.
- SV Mercurious - voor studenten Bedrijfskunde MER van Avans 's-Hertogenbosch.
- Merlijn - voor studenten Bedrijfskunde MER en Human Resource Management van Avans Breda.
- Midas - voor studenten Accountancy van Avans Breda.
- SV Oase - voor studenten Bedrijfseconomie van Avans Breda.
- Optimum SV - voor studenten Technische Bedrijfskunde van Avans 's-Hertogenbosch.
- Pirr - voor Pabo studenten van Avans Breda
- SV Revenue - voor studenten Accountancy en Bedrijfseconomie van Avans 's-Hertogenbosch.
- SV Socialize - voor studenten Sociale Studies van Avans Breda.
- SV Silicium - voor studenten Elektrotechniek van Avans Breda.
- WE-FI - voor studenten Commerciële economie en Small Business & Retail Management van Avans Breda.
- SV WIM - voor studenten Werktuigbouwkunde van Avans Breda.
- SV Motus - voor studenten Mechatronica van Avans Breda.
- SV Promptus Imperii - voor studenten Technische Informatica & Informatica van Avans Breda
- SV Talpa - voor studenten Chemie van Avans Breda & 's-Hertogenbosch.
- SV Omica - voor studenten Biologie en Medisch Laboratorium onderzoek van Avans Breda.
- SV Essence - voor studenten Milieukunde van Avans Breda

### Studentenverenigingen
- S.V. Animoso - voor studenten van Avans Hogeschool 's-Hertogenbosch.
- S.V. Totus - voor studenten van Avans Hogeschool Tilburg.
- S.V. Virgo - voor studenten van Avans Hogeschool Breda.